# 니코스 아나스타시아디스
니코스 아나스타시아디스(그리스어: Νίκος Αναστασιάδης, 1946년 9월 27일 ~ )는 키프로스의 정치인이다. 아나스타시아디스는 2013년부터 2023년까지 키프로스의 제7대 대통령을 재임하였다. 2018년 대선에서 재선되었다. 이전에는 1997년부터 2013년까지 민주집회당 대표였으며, 1981년부터 2013년까지는 리마솔 지역에서 의회 의원을 지냈다.

## 역대 선거 결과
| 선거명      | 직책명            | 대수 | 정당       | 득표율 | 득표수    | 결과 | 당락 |
| ----------- | ----------------- | ---- | ---------- | ------ | --------- | ---- | ---- |
| 2013년 선거 | 키프로스의 대통령 | 7대  | 민주집회당 | 57.48% | 236,965표 | 1위  |      |
| 2018년 선거 | 키프로스의 대통령 | 7대  | 민주집회당 | 55.99% | 215,281표 | 1위  |      |

## 같이 보기
- 유럽 국민당